# Аделсхофен (Средња Франконија)
Аделсхофен (њем. Adelshofen) општина је у њемачкој савезној држави Баварска. Једно је од 58 општинских средишта округа Ансбах. Према процјени из 2010. у општини је живјело 925 становника. Посједује регионалну шифру (AGS) 9571111.

## Географија
Аделсхофен се налази у савезној држави Баварска у округу Ансбах. Општина се налази на надморској висини од 429 метара. Површина општине износи 27,2 km².

## Становништво
У самом мјесту је, према процјени из 2010. године, живјело 925 становника. Просјечна густина становништва износи 34 становника/km².